# Doubská hora
Aberg nebo nověji Doubská hora je hora vysoká 612 m n. m., v Slavkovském lese, západně od lázeňského centra Karlových Varů, 500 metrů nad přehradou Březová.

## Rozhledna
První dřevěná rozhledna zde stála od roku 1845, ta však po 12 letech shořela. Jako náhrada za ní byla postavená kamenná rozhledna roku 1862. Byla vysoká 20 m a měla 78 točitých schodů. V roce 1878 byla přistavěna kavárna pro návštěvníky. Kvůli dezolátnímu stavu ji město v roce 1904 nechalo strhnout a postavit novou. Nová rozhledna byla postavena v roce 1905 dle architekta Ludwiga Schefflera. Po roce 1945 byla přejmenována na Gottwaldovu vyhlídku. Za dob socialismu sloužila jako školicí a rekreační středisko Klementa Gottwalda. V roce 1995 byl objekt prodán soukromníkovi ruského původu, který zde po rekonstrukci v roce 1997 otevřel hotel Aberg. V roce 2000 byl poblíž rozhledny vybudován ruský kostelík sv. Nikolaje.

## Přístup
Aberg se nachází v části Karlovy Vary-Doubí a je přístupný po silnici, která odbočuje ze silnice I/20 u železniční stanice Březová a je k dispozici hostům hotelu Aberg. Ostatní návštěvníci mohou po této silnici dojet na parkoviště u areálu Svatý Linhart a dále po modře značené turistické cestě, která vede podél zmíněné silnice až na vrchol.
Rozhledna je přístupná celoročně, ale jen pokud je hotel otevřen a pokud není obsazen pokoj v nejvyšším patře věže.

## Výhled
Krušné hory (Tisovský vrch s rozhlednou, Špičák, Klínovec), rozhledna Diana, Goethova vyhlídka, Doupovské hory, Andělská hora (zřícenina).